# Thoas fils d’Andrémon
Pour les articles homonymes, voir Thoas.
Dans la mythologie grecque, Thoas (en grec ancien Θόας / Thóas), fils d’Andrémon et de Gorgé, est roi d’Étolie.
Il fait partie des prétendants d’Hélène, puis participe à la guerre de Troie en tant que meneur des Étoliens. Il fait partie des guerriers présents dans le cheval de Troie, et revient vivant dans sa patrie après la guerre.
Il a un fils, Hémon, lui-même père d’Oxylos.

## Hommage
L'astéroïde (4834) Thoas, découvert en 1989, est nommé en son honneur.

## Sources
- Pseudo-Apollodore, Épitome [détail des éditions] [lire en ligne] (3, 12 ; 7, 40).
- Pausanias, Description de la Grèce [détail des éditions] [lire en ligne] (V, 3, 6 et 7 ; X, 38, 5).
- Hygin, Fables [détail des éditions] [(la) lire en ligne] (81, 97, 108, 114).
- Darès le Phrygien, Histoire de la destruction de Troie [détail des éditions] [lire en ligne] (XIV).
- Dictys de Crète, Éphéméride de la guerre de Troie [détail des éditions] [lire en ligne] (I, 13 et 17 ; V, 10).
- Homère, Iliade [détail des éditions] [lire en ligne] (multiples passages).
- Homère, Odyssée [détail des éditions] [lire en ligne] (XIV, v. 499).